# Phyllanthus pseudoniruri
Phyllanthus pseudoniruri är en emblikaväxtart som beskrevs av Johannes Müller Argoviensis. Phyllanthus pseudoniruri ingår i släktet Phyllanthus och familjen emblikaväxter. Inga underarter finns listade i Catalogue of Life.